# Campeonato Mundial de Atletismo de 2017 - 5000 m masculino
A competição dos 5000 metros masculino no Campeonato Mundial de Atletismo de 2017 foi realizada no Estádio Olímpico de Londres nos dias 9 e 12 de agosto. Muktar Edris da Etiópia levou a medalha de ouro. 

## Recordes
Antes da competição, os recordes eram os seguintes:
| Recorde mundial                               | Kenenisa Bekele (ETH)     | 12:37.35 | Hengelo, Países Baixos    | 31 de maio de 2004   |
| Recorde do campeonato                         | Eliud Kipchoge (KEN)      | 12:52.79 | Seine-Saint-Denis, França | 31 de agosto de 2003 |
| Melhor marca do ano                           | Muktar Edris (ETH)        | 12:55.23 | Lausana, Suiça            | 6 de julho de 2017   |
| Recorde africano                              | Kenenisa Bekele (ETH)     | 12:37.35 | Hengelo, Países Baixos    | 31 de maio de 2004   |
| Recorde asiático                              | Albert Kibichii Rop (BHR) | 12:51.96 | Mônaco                    | 19 de julho de 2013  |
| Recorde da América do Norte, Central e Caribe | Bernard Lagat (USA)       | 12:53.60 | Mônaco                    | 22 de julho de 2011  |
| Recorde sul-americano                         | Marilson dos Santos (BRA) | 13:19.43 | Kassel, Alemanha          | 8 de junho de 2006   |
| Recorde europeu                               | Mohammed Mourhit (BEL)    | 12:49.71 | Bruxelas, Bélgica         | 25 de agosto de 2000 |
| Recorde da Oceania                            | Craig Mottram (AUS)       | 12:55.76 | Londres. Grã Bretanha     | 30 de julho de 2004  |

## Medalhistas
| Ouro               | Prata          | Bronze             |
| Muktar Edris (ETH) | Mo Farah (GBR) | Paul Chelimo (USA) |

## Tempo de qualificação
| Tempo de qualificação |
| --------------------- |
| 13:22.60              |

## Calendário
| Data                 | Horário | Fase          |
| -------------------- | ------- | ------------- |
| 9 de agosto de 2017  | 20:05   | Eliminatórias |
| 12 de agosto de 2017 | 20:20   | Final         |

Todos os horários estão no horário local (UTC+1)

## Resultados

### Eliminatórias
Qualificação: Cinco primeiros de cada bateria (Q) e os cinco melhores tempos (q) 
| Pos. | Série | Atleta                   | Nacionalidade    | Tempo    | Notas                |
| ---- | ----- | ------------------------ | ---------------- | -------- | -------------------- |
| 1    | 2     | Selemon Barega           | Etiópia          | 13:21.50 | Q                    |
| 2    | 2     | Birhanu Balew            | Bahrein          | 13:21.91 | Q                    |
| 3    | 2     | Cyrus Rutto              | Quênia           | 13:22.45 | Q                    |
| 4    | 2     | Patrick Tiernan          | Austrália        | 13:22.52 | Q                    |
| 5    | 2     | Ryan Hill                | Estados Unidos   | 13:22.79 | Q                    |
| 6    | 2     | Mohammed Ahmed           | Canadá           | 13:22.97 | q                    |
| 7    | 2     | Andrew Butchart          | Grã-Bretanha     | 13:24.78 | q                    |
| 8    | 2     | Paul Chelimo             | Estados Unidos   | 13:24.88 | q                    |
| 9    | 2     | Kemoy Campbell           | Jamaica          | 13:26.67 | q                    |
| 10   | 2     | Awet Habte               | Eritreia         | 13:27.70 | q                    |
| 11   | 2     | Soufiane Bouchikhi       | Bélgica          | 13:28.64 |                      |
| 12   | 2     | Jamal Abdi Dirieh        | Djibuti          | 13:28.98 |                      |
| 13   | 2     | Zouhair Aouad            | Bahrein          | 13:29.28 |                      |
| 14   | 1     | Yomif Kejelcha           | Etiópia          | 13:30.07 | Q                    |
| 15   | 1     | Mo Farah                 | Grã-Bretanha     | 13:30.18 | Q                    |
| 16   | 1     | Muktar Edris             | Etiópia          | 13:30.22 | Q                    |
| 17   | 1     | Justyn Knight            | Canadá           | 13:30.27 | Q                    |
| 18   | 1     | Aron Kifle               | Eritreia         | 13:30.36 | Q                    |
| 19   | 1     | Bashir Abdi              | Bélgica          | 13:30.71 |                      |
| 20   | 1     | Morgan McDonald          | Austrália        | 13:30.73 |                      |
| 21   | 1     | Soufiyan Bouqantar       | Marrocos         | 13:30.78 |                      |
| 22   | 1     | Jacob Kiplimo            | Uganda           | 13:30.92 |                      |
| 23   | 1     | Eric Jenkins             | Estados Unidos   | 13:31.09 |                      |
| 24   | 1     | Sam McEntee              | Austrália        | 13:31.58 |                      |
| 25   | 2     | Sondre Nordstad Moen     | Noruega          | 13:31.71 |                      |
| 26   | 1     | Hayle Ibrahimov          | Azerbaijão       | 13:32.15 |                      |
| 27   | 1     | Emmanuel Giniki Gisamoda | Tanzânia         | 13:32.31 |                      |
| 28   | 1     | Albert Kibichii Rop      | Bahrein          | 13:32.40 |                      |
| 29   | 2     | Stephen Kissa            | Uganda           | 13:32.86 |                      |
| 30   | 2     | Josphat Kiprono Menjo    | Quênia           | 13:35.68 |                      |
| 31   | 1     | Govindan Lakshmanan      | Índia            | 13:35.69 | Recorde pessoal      |
| 32   | 2     | Richard Ringer           | Alemanha         | 13:36.87 |                      |
| 33   | 2     | Marc Scott               | Grã-Bretanha     | 13:58.11 |                      |
| 34   | 1     | Ilias Fifa               | Espanha          | 13:47.90 |                      |
| 35   | 1     | Kadar Omar Abdullah      | Equipe refugiada | 14:32.67 | Recorde pessoal      |
| 36   | 1     | Mohamed Daud Mohamed     | Somália          | 14:34.27 | Recorde pessoal      |
| 37   | 1     | Davis Kiplangat          | Quênia           | 14:52.98 |                      |
| 38   | 1     | David Kulang             | Sudão do Sul     | 14:53.19 | Recorde da temporada |
| 39   | 1     | Mohamed Sambe            | Mauritânia       | 16:16.29 | Recorde pessoal      |
| 40   | 2     | Brahim Kaazouzi          | Marrocos         | DNF      |                      |
| 41   | 2     | Gabriel Gerald Geay      | Tanzânia         | DNS      |                      |
| 41   | 2     | Hagos Gebrhiwet          | Etiópia          | DNS      |                      |

### Final
A final da prova ocorreu dia 12 de agosto às 20:20. 
| Pos.              | Atleta          | Nacionalidade  | Tempo    | Notas |
| ----------------- | --------------- | -------------- | -------- | ----- |
| Medalha de ouro   | Muktar Edris    | Etiópia        | 13:32.79 |       |
| Medalha de prata  | Mo Farah        | Grã-Bretanha   | 13:33.22 |       |
| Medalha de bronze | Paul Chelimo    | Estados Unidos | 13:33.30 |       |
| 4                 | Yomif Kejelcha  | Etiópia        | 13:33.51 |       |
| 5                 | Selemon Barega  | Etiópia        | 13:35.34 |       |
| 6                 | Mohammed Ahmed  | Canadá         | 13:35.43 |       |
| 7                 | Aron Kifle      | Eritreia       | 13:36.91 |       |
| 8                 | Andrew Butchart | Grã-Bretanha   | 13:38.73 |       |
| 9                 | Justyn Knight   | Canadá         | 13:39.15 |       |
| 10                | Kemoy Campbell  | Jamaica        | 13:39.74 |       |
| 11                | Patrick Tiernan | Austrália      | 13:40.01 |       |
| 12                | Birhanu Balew   | Bahrein        | 13:43.25 |       |
| 13                | Cyrus Rutto     | Quênia         | 13:48.64 |       |
| 14                | Awet Habte      | Eritreia       | 13:58.68 |       |
| 15                | Ryan Hill       | Estados Unidos | DNS      |       |

Legenda
| Recorde mundial       | Recorde mundial (World record)               |                       | Recorde africano                      | Recorde africano (African) |                                           | Q | Classificado por posição (Qualified) |
| Recorde do campeonato | Recorde do campeonato (Championship record)  | Recorde da América    | Recorde da América (Americas)         | q                          | Classificado por melhor tempo (Qualified) |   |                                      |
| Melhor marca do ano   | Melhor marca do ano (World leading)          | Recorde asiático      | Recorde asiático (Asian)              | DNS                        | Não largou (Did not start)                |   |                                      |
| Recorde nacional      | Recorde nacional (National record)           | Recorde europeu       | Recorde europeu (European)            | DNF                        | Não terminou (Did not finish)             |   |                                      |
| Recorde pessoal       | Recorde pessoal do atleta (Personal best)    | Recorde da Oceania    | Recorde da Oceania (Oceania)          | DSQ / DQ                   | Desclassificado (Disqualified)            |   |                                      |
| Recorde da temporada  | Recorde da temporada do atleta (Season best) | Recorde sul-americano | Recorde sul-americano (South America) | NM                         | Sem marca (No mark)                       |   |                                      |